# Snježana Vidović
Snježana Vidović, punim imenom Snježana Gutbir-Vidović (Zenica, 9. jun 1963), bosanskohercegovačka je, nemačka i hrvatska slikarka.

## Biografija
Rođena je i odrasla u Zenici, gdje je dobila diplomu Građevinskog tehničara. Građevinski fakultet završila je u Subotici (Univerzitet Novi Sad) 1986. godine.
Godine 1990. sledi selidba za Minhen; 1992. je upoznala nemačkog slikara Petera Šermulija. Ubrzo je započela slobodne studije slikarstva (1992—99) u njegovom ateljeu u Minhenu.
Za vreme studija je imala priliku da poseti mnoge izložbe. Njeni česti ciljevi su bili Stara i Nova Pinakoteka u Minhenu, kao i poznate galerije u Berlinu, Hamburgu, Frankfurtu, Veneciji, Parizu i Londonu.
Od 1999. do 2005. godine bila je član u Udruženju umetnika „Nojhauzer kunstlerkrajs”. U tom periodu su imali više zajedničkih izložbi i projekata u Minhenu. Godine 2004. je bila pozvana u Italiju da bi učestvovala u projektu „Toscana In”. Posle toga je sledeo poziv za SAD (2005, 2006).
U međuvremenu se kod Snježane Vidović polako razvijalo i interesovanje za ilustracije. Rezultat je objavljen 2007. u vidu kalendara sa bajkama (Märchenkalender). Od 2006. do 2012. je bila član IO (Illustratorenorganisation Deutschland).
Od 2007. redovno organizuje pojedinačne sate, kao i grupne kurseve slikanja za odrasle i djecu.
Godine 2009. je bila jedna od pobednica takmičenja Galerije Stefan Štumpf u Minhenu.
Od 2010. počasni je član Umetničke, likovno-književne Unije „Vlaho Bukovac” u Splitu.
Godine 2011. i 2012. vodila je Školu slikanja i crtanja za djecu u Hrvatskoj katoličkoj misiji u Minhenu. U knjizi Ruke dobrote je opisan rad ove škole.
Godine 2012. oprostila se od Nemačke izložbom Brücken bauen („Graditi mostove”) na Filozofskom fakultetu u Minhenu. Laudator na otvorenju ove međunarodne izložbe je bio Tomas Gopel, bivši državni ministar Bavarske za umetnost i kulturu.
U leto 2012. sledi selidba sa porodicom u Hrvatsku, gde živi i radi u svom ateljeu.
Od 2013. je predsednica Hrvatsko-nemačkog društva Istre (KDGI) i član Lions Club-a Poreč.

### Stil
Obično slika sa malo boja, ali naročitim mešanjem boja radi raznolikosti tonova. Bira i usklađuje motive, proporcije, kompoziciju, mešavinu boja, kontrast i interpretaciju.

## Odabrane izložbe

### Samostalne
- 2001 Galerija Bürgerhaus, Švabah (kod Nirnberga)
- 2003 , Minhen
- 2007 , Minhen
- 2009 , Minhen
- 2009 , Minhen

### Grupne
- 1999 , Minhen (Katalog)
- 2001
- 2002
- 2002  (Katalog)
- 2003  (Katalog)
- 2004  (Flajer i sertifikat)
- 2005 Galerija
- 2006
- 2008 Pedagoški Institut, Minhen, Akademija nacija: „Kunst als multikulturelle  Synthese“ (Katalog)
- 2009 Galerija Stefan Štumpf, Minhen: „Die ferne Wirklichkeit der erotischen Phantasie“ (Flajer)
- 2009  (Flajer)
- 2011
- 2011  (Flajer i Paintingsession)
- 2012
- 2012 Filozofski fakultet, Minhen: „Brücken bauen“ (internacionalna izložba)

## Literatura
- , Katalog, str. 47, Minhen
- , jun 1999, Minhen
- Schwabach
- Minhen
- maj 2001, Minhen
- Minhen
- jun 2002, Minhen
- Katalog Metro 2003, München
- Minhen
- Minhen
- Minhen
- Minhen
- Minhen
- str. 42—43, Minhen
- Minhen
- Minhen
- Minhen
- 2009, Minhen
- Minhen
- Minhen
- P. Lukež: Prvi Choco & Wine Festival u Istri, Članak uz Prvi Festival u Brtonigli, Glas Istre, 20. 2. 2013, Istra, Hrvatska
- Fra Jozo Župić: Terapija dobrote, Knjiga uz Umetničke škole u Nemačkoj, Snježana Vidović, Umetnička škola za decu, str. 157—169, 188—190, Fra Jozo Župić,  978-3-00-043757-1, 2013, Minhen

## Spoljašnje veze
- Snježana Vidović (biografija, galerije slika, seminari i dr.), sajt  (jezik: hrvatski) (jezik: nemački) (jezik: engleski)
- Peter Šermuli, sajt  (jezik: nemački)